# Animación china

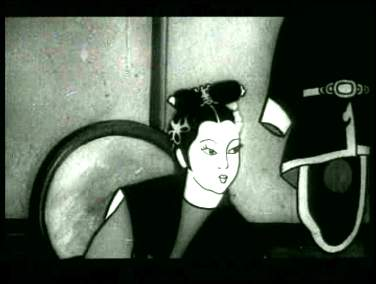
Tiě shàn gōngzhǔ, primer largometraje muy influyente en Asia

La animación china o dónghuà (en chino simplificado, 动画; en chino tradicional, 動畫) es el término general usado para referirse a las obras de animación realizadas en la República Popular China, la República de China (Taiwán) y Hong Kong, así como las actividades creativas y la industria de la animación de los diferentes períodos. Aunque en la actualidad generalmente se refiere a cortometrajes de animación, series dramáticas de animación, películas de animación y otras obras. La animación china se originó en la década de 1920. En 1922, se rodó la primera animación de China, Shū zhèndōng huáwén dǎzìjī, que abrió una página en la historia de la animación china.
En 1941, se lanzó el primer largometraje de animación en Asia. Desde 1950 hasta la década de 1980, se produjo una gran cantidad de excelentes obras con características nacionales. Desde mediados de la década de 1980, ha disminuido drásticamente debido al impacto del sistema económico de mercado y las animaciones en otros países. Después de 2000, fue lanzado por el gobierno chino. Con el apoyo de la compañía, se ha recuperado y desarrollado, pero debido a la falta de talentos, también se enfrenta a una situación de calidad de producción desigual. En la animación china actual, aunque ha habido una serie de trabajos excelentes y algunos cambios positivos, todavía hay fenómenos como la imitación, el plagio y la producción de mala calidad en general, y también se han criticado cuestiones como la edad más joven y la censura.
En 2011, la duración total de las obras de animación chinas completadas en un solo año alcanzó los 261 224 minutos, ocupando el primer lugar en el mundo en producción. A partir de 2015, hay 730 empresas de animación certificadas por el gobierno chino, más de 350 colegios y universidades de pregrado que ofrecen especializaciones en animación y alrededor de 15 000 graduados cada año. En los últimos años, con el rápido desarrollo de las industrias de animación emergentes, como las series de animación de televisión, las series de animación en línea, las películas de animación y la animación móvil, el volumen total y el potencial de desarrollo del mercado de animación de China han sido considerables.

## Historia
La animación moderna en China comenzó en 1918 cuando una animación estadounidense llamada Out of the Inkwell aterrizó en Shanghái. Los clips animados fueron usados por primera vez en publicidad de productos locales. Sin embargo, la industria de la animación no dio inicio hasta la llegada de los hermanos Wàn en 1926. En 1935, los hermanos Wàn se encargaron de producir la primera película china animada con sonido titulada Luòtuó xiàn wǔ y la primera película animada de una duración notablemente larga Tiě shàn gōngzhǔ (1941), siendo el primer largometraje asiático y tuvo gran impacto en el tiempo de guerra, así como ser la influencias en los largometrajes animados nipones, como Momotarō y en el animador y dibujante Tezuka Osamu. China estaba relativamente a la par con el resto del mundo hasta mediados de los años sesenta, con la animación de los hermanos Wàn Dà nào tiān gōng ganando numerosos premios internacionales.
La edad de oro de la animación china llegó a su fin con el comienzo de la Revolución cultural china de 1966. Las animaciones se dedicaron a la propaganda. En los ochenta Japón emergió como una productora poderosa de animación del lejano este, lo que dejó a la industria china muy por detrás en reputación y productividad. Aunque dos grandes cambios ocurrirían en los noventa, generando uno de los cambios más grandes desde los períodos de exploración. El primero fue un cambio político, la implementación de una economía de mercado socialista que desplazó los tradicionales sistemas económicos planificados. Y no iba a suceder que una sola entidad limitara la producción e ingresos de la industria. El segundo cambio fue de tipo tecnológico, con la llegada de la internet. Nuevas oportunidades emergieron para la animación Flash y hubo apertura en los contenidos.

## Terminología
Los animadores chinos de hoy en día se pueden clasificar en dos categorías;
- Los animadores convencionales, producidos por corporaciones de entidades con buen financiamiento. Esta categoría abarca desde las caricaturas tradicionales en 2D hasta las películas modernas en 3D imagen generada por computadora distribuidas en los cines, DVD o programas de televisión. Este formato ha sido útil para reactivar la industria, y unirla con la avanzada tecnología con computadora y costos de producción bajos.[7]
- Los animadores web, producidos por corporaciones o incluso individuos. Esta categoría se refiere a los animadores Flash que fluctúan desde lo novato hasta algo de alta calidad, o publicidad patrocinada en varios sitios web. Debido a que la comunidad global mida el éxito de la industria por las ventas de taquilla. Este formato no puede ser negado debido a que es un éxito en una población de 1.3 billones de personas solamente en la China continental, pero lo más importante es que le brinda gran libertad de expresión a la publicidad potencial.

## Características
En la década de 1920, los pioneros hermanos Wàn creían que la animación debía enfocarse en desarrollar un estilo que fuera únicamente chino. Esta filosofía permaneció con rigor en la industria por décadas. Los animadores se convirtieron esencialmente en una extensión de las otras facetas de las artes y cultura chinas, extrayendo más contenido del folclor antiguo y mànhuà. Existe una estrecha relación entre las obras de la literatura china y la animación china clásica. Un número significativo de películas de animación chinas clásicas se inspiraron y crearon prototipos en la literatura china antigua. Un buen ejemplo de un personaje animado tradicional chino es Sūn Wùkōng, el rey mono, un personaje que pasó de la obra literaria clásica Viaje al Oeste a la animación de 1964 Dà nào tiān gōng.
Sin embargo, el concepto de animación china se ha ido debilitando en los últimos años, sin desarrollar en algún estilo en particular. Uno de los primeros cambios revolucionarios fue en 1995 con la adaptación animada del mànhuà Cyber Weapon Z. El estilo consiste en personajes que son prácticamente incomparables con un anime típico, aun así se le da la categoría de animación china. Se puede decir que las producciones no están necesariamente limitadas a ninguna técnica, puede ser; acuarela, tinta, marionetas, gráficos computacionales y todas las demostradas en el arte.
Ha habido nuevas olas de animaciones desde 1990, especialmente animaciones Flash que están tratando de eliminar lo tradicional. En 2001, Time Asia calificaría al personaje de webtoon taiwanés A-kuei como una de las 100 nuevas figuras principales en Asia. La apariencia de A-kuei con una gran cabeza, probablemente es material más apropiado para niños como el personaje de Doraemon. Así que cambios como este han significado una transición bienvenida, ya que los personajes folclóricos siempre han tenido muchas dificultades tratando de ganar atractivo internacional. GoGo Top magazine, la primera revista semanal de animación china, hizo una encuesta y dio prueba de que solo 1 de 20 personajes favoritos entre los niños era realmente creado en China. En 1998, Wáng Xiǎodì dirigió el largometraje animado Mófǎ ā mā.

## Mercado de la animación convencional
Desde una perspectiva demográfica, el mercado de consumo chino ha identificado que el 11 % de la audiencia se encuentra por debajo de la edad de 13 años, 59 % entre 14 y 17 años, y 30 % arriba de 18 años. Potencialmente 500 millones de personas pueden ser identificados como consumidores de caricaturas. China tiene 370 millones de niños, una de las más grandes audiencias de animación.
Desde la perspectiva financiera, Quatech Market Research encuestó a jóvenes de entre 14 y 30 años en Pekín, Shanghái y Cantón y encontró que más de 1,3 billones de RMB (alrededor de 163 millones de dólares) fueron gastados en caricaturas cada año, pero más del 80 % de los ingresos fluye fuera del país. Estudios posteriores mostraron que el 60 % prefiere el anime japonés, el 29 % prefiere animación norteamericana, y solo el 11 % favorece la animación hecha por animadores de China, Taiwán o Hong Kong.

Del 2006 al presente, el gobierno chino ha considerado la animación como un sector para la creación de una nueva identidad nacional y para el desarrollo cultural de China. El gobierno ha comenzado a promover el desarrollo del cine y series de televisión con el propósito de alcanzar 1 % del PIB en los siguientes cinco años en contra de una inversión de aproximadamente 250 a 350 millones de renminbi (29-41 millones de euros) que respalda el nacimiento de alrededor de 6 000 estudios de animación y 1 300 universidades que proveen estudios de animación. En el 2010, fueron producidos 220 000 minutos de animación, haciendo de China el más grande productor de caricaturas para televisión a nivel mundial.
En 1999 Shanghai Animation Film Studio gastó 21 millones de renminbi (alrededor de 2.6 millones de dólares) produciendo la animación tus Lantern. El filme ganó en ingresos de taquilla más de 20 millones de RMB (alrededor de 2,5 millones de dólares), pero falló en sacar provecho de cualquier producto relacionado. La misma compañía filmó una serie de caricatura llamada Music Up en 2001, y a pesar de que el 66% de sus ganancias fueron resultado de las ventas de la mercancía, estaban muy por detrás de las animaciones extranjeras.
En 2007 se vio el debut de las populares series chinas, The Legend of Qin. Esta impulsó unas impresionantes gráficas en 3D y una línea narrativa inmersa. Su tercera temporada fue lanzada el 23 de junio del 2010. Su cuarta temporada se encuentra en producción.
La manhua más popular en Hong Kong fue Old Master Q. Los personajes se convirtieron en formas de dibujos animados en 1981, seguido por numerosas adaptaciones de animaciones incluyendo un lanzamiento a DVD con pantalla panorámica en 2003. Mientras que las publicaciones eran recordadas por décadas como legendarias, las animaciones se han considerado siempre como tributos. Y esta es otra señal de que las nuevas generaciones están totalmente desconectadas de los personajes de estilo antiguo. Las nuevas animaciones como My Life as McDull también han sido introducidas para expandir las tendencias modernas.
En 2005 hizo su debut la primera película en 3D animada con gráficas computacionales de Shenzhen China, titulada Thru the Moebius Strip. Con una duración de 80 minutos, es la primera película en 3D totalmente renderizada en China, y su estreno fue en el Festival de cine de Cannes. Esto fue un paso crítico para la industria china.
En noviembre del 2006 un foro de la cumbre de animación dio un anuncio declarando que las 10 animaciones domésticas más populares de China eran: Century Sonny, Tortoise Hanba's Stories, Black Cat Detective, SkyEye, Lao Mountain Taoist, Nezha Conquers the Dragon King, Wanderings of Sanmao, Zhang Ga the Soldier Boy, The Blue Mouse and the Big-Faced Cat y 3000 Whys of Blue Cat. Century Sonny es una serie de televisión animada en 3D con 104 episodios totalmente renderizados.
En 2011 Vasoon Animation lanzó una película animada llamada Kuiba. Este film cuenta la historia de cómo un niño intenta salvar un mundo de fantasía de un monstruo malvado que sorpresivamente está dentro de él. La película toma prestado el estilo japonés llamado "sangre-caliente", refrescante para la vista de la audiencia en animación china. Kuiba fue aclamada por la crítica, sin embargo, comercialmente estuvo por debajo de las expectativas.
Se informó de que el director ejecutivo, Wu Hanqing, recibió ayuda minoritaria de un fondo de capital de riesgo en la Universidad de Tsinghua para completar "Kuiba". Este filme también obtuvo la distinción de ser la primera gran animación china en entrar en el mercado japonés. De julio de 2012 a julio de 2013, YouYaoQi lanzó la animación One hundred thousand bad jokes.

## Mercado de animación en Flash
El 15 de septiembre de 1999 FlashEmpire se convirtió en la primera comunidad de flash en China en estar en línea. Aunque comenzó con contenidos amateur, fue una de las primeras veces que contenido generado por usuarios fue ofrecido en China continental. Para el inicio del 2000, promediaba 10,000 éxitos diarios con más de 5,000 trabajos individuales publicados. Hoy en día tienen más de 1 millón de miembros.
En el 2001, Xiao Xiao, una serie de flash con figuras de palo acerca del Kung-fu, se convirtió un fenómeno en Internet, alcanzando más de 50 millones de visitas, la mayoría en China. También se volvió popular en el extranjero con numerosos artistas tomando prestado el personaje de Xiao Xiao para sus propias producciones en flash, sitios como Newgrounds.
El 24 de abril del 2006 Flashlands.com Archivado el 15 de mayo de 2006 en Wayback Machine. fue lanzado, albergando una variedad de animaciones chinas de alta calidad en China. El sitio fue diseñado para ser uno de los primeros sitios transculturales permitiendo a los angloparlantes el acceso a productos domésticos. Sin embargo, el éxito del sitio aun está por determinarse.
En octubre del 2006, 3G.NET.CN pagó 3 millones RMB (alrededor de $380,000 dólares) para producir A Chinese odyssey, la versión en flash de la obra A Chinese Odyssey del autor Stephen Chow's.

## Críticas
Estadísticas del Estado de Administración de la Radio, Cine y Televisión (SARFT) de China, indican que las caricaturas domésticas salían al aire 1 hora y media cada día desde 1993 hasta el 2002. Y que para el final del 2004, se incrementó el tiempo de emisión a 2 horas por día. La división requirió un total de 2,000 provincias para dedicar un tiempo al aire de 60,000 minutos a las animaciones de producción doméstica y cómics. Pero las estadísticas muestran que los animadores domésticos solo podían producir con su trabajo 20,000 minutos, dejando una diferencia de 40,000 minutos que solo podían ser llenados con programas extranjeros. Sin embargo, los miembros de la asociación criticaron a las caricaturas domésticas por su énfasis en el valor de educación sobre el de entretenimiento.
La SARFT también tienen el antecedente de tomar acciones proteccionistas, como prohibir programas extranjeros como Babe: Pig in the City. Mientras que las estadísticas prueban que no hay suficiente material doméstico disponible, la administración continúa prohibiendo materiales extranjeros. En febrero del 2006, otra noticia anunciaba la prohibición de caricaturas que incorporaran actores vivos. Como fue reportado por Xinhua News Agency, la comisión no quería personajes producidos por gráficas computacionales ni 2D junto a actores humanos. Hacerlo podría poner en peligro el orden de emisión y tener repercusiones negativas en el desarrollo de la animación hecha en casa. De acuerdo con fuentes foráneas, la prohibición tiene mucho sentido para el público en general.